# Roman Röösli
Roman Röösli (Neuenkirch, 22 settembre 1993) è un canottiere svizzero, vincitore della medaglia di bronzo nel due senza a Parigi 2024 insieme a Andrin Gulich.

## Palmarès
- Giochi olimpici

Parigi 2024: bronzo nel due senza.
- Campionati mondiali di canottaggio

Plovdiv 2018: argento nel due di coppia.
Belgrado 2023: oro nel due senza.
- Campionati europei di canottaggio

Račice 2017: bronzo nel due di coppia.
Glasgow 2018: bronzo nel due di coppia.
Lucerna 2019: argento nel due di coppia.
Poznań 2020: argento nel due di coppia.
Bled 2023: oro nel due senza.
Seghedino 2024: bronzo nel due senza.